# Niobate de lithium
Le niobate de lithium (LiNbO3) ou niobiate de lithium est un composé chimique de niobium, de lithium et d'oxygène. 

## Caractéristiques physiques

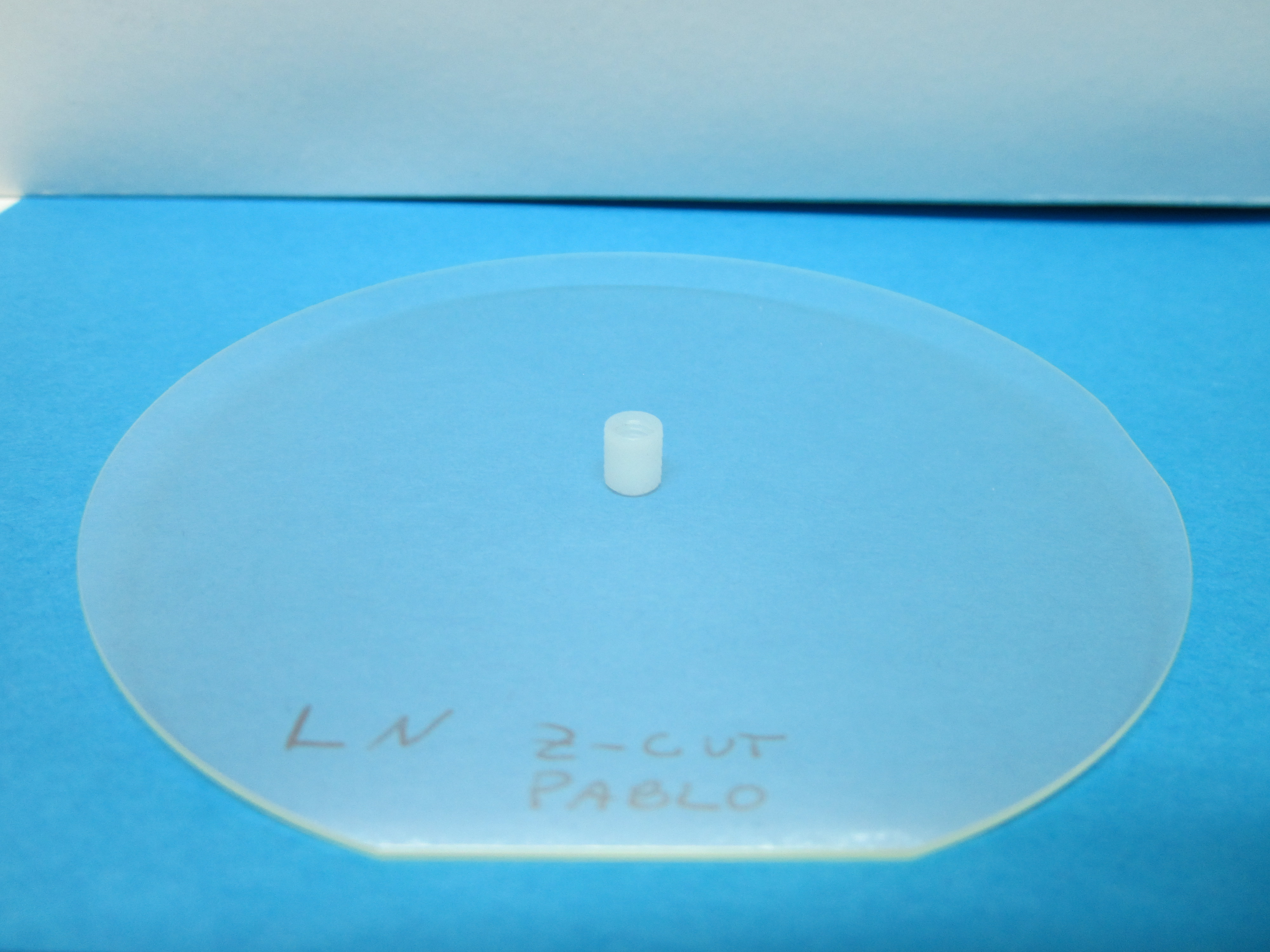
Un wafer de Niobate de Lithium.

C'est un matériau diélectrique solide incolore de structure cristalline trigonale. Il est transparent pour des longueurs d'onde entre 350 et 5 500 nanomètres, et sa largeur de bande interdite est de 4 eV. Son point de fusion est à 1 257 °C et sa masse volumique est 4,65 g·cm-3. Son numéro CAS est 12031-63-9.
Il peut être dopé par l'oxyde de magnésium qui augmente sa résistance aux dommages optiques quand il est dopé au-delà d'un certain seuil[évasif]. D'autres dopants possibles sont le fer, le zinc, le hafnium, le cuivre, le gadolinium, l'erbium, l'yttrium, le manganèse et le bore, qui créent des sources optiques modulables par des tubes à ondes progressives.
Le niobate de lithium ne présente pas de symétrie par réflexion, et exhibe un effet Pockels. Sa biréfringence dépend fortement de la température : un ajustement précis de la température permet de contrôler un éventuel accord de phase[Quoi ?].
Les monocristaux élaborés par le processus de Czochralski ont des propriétés électro-optiques, piézoélectriques, photoélastiques et de non-linéarité optique particulières. Ils sont utilisés notamment dans le doublage de fréquence, les cellules à effet Pockels, les oscillateurs paramétriques optiques, les dispositifs de Q-switch pour lasers, des instruments acousto-optiques. Ce sont aussi d'excellents matériaux pour la fabrication de guides d'ondes optiques. C'est un matériau de choix pour les applications en opto-électronique et en photonique, c'est pourquoi il est parfois comparé[Par qui ?] au silicium pour l'électronique.
Le niobate de lithium est largement utilisé dans le marché des télécommunications comme les téléphones mobiles et les modulateurs optiques de type Mach-Zehnder. Il peut parfois être remplacé par le tantalate de lithium, LiTaO3.
Une autre application envisagée du niobate de lithium est le stockage holographique, basée sur l'endommagement optique réversible ou non du niobate de lithium, permettant ainsi de réaliser des mémoires holographiques de grande capacité.

## Équation de Sellmeier
Les équations de Sellmeier du niobate de lithium pur pour les axes ordinaires et extraordinaire sont les suivantes :
{\displaystyle n_{o}(\lambda ,T)={\sqrt {4.9048+{\frac {117750.0+0.022314\,\left(T-24.5\right)\left(T+570.5\right)}{{\lambda }^{2}-\left(218.02-0.000029671\,\left(T-24.5\right)\left(T+570.5\right)\right)^{2}}}+0.000000021429\,\left(T-24.5\right)\left(T+570.5\right)-0.000000027153\,{\lambda }^{2}}}}
{\displaystyle n_{e}(\lambda ,T)={\sqrt {4.582+{\frac {99210.0+0.052716\,\left(T-24.5\right)\left(T+570.5\right)}{{\lambda }^{2}-\left(210.9-0.000049143\,\left(T-24.5\right)\left(T+570.5\right)\right)^{2}}}+0.00000022971\,\left(T-24.5\right)\left(T+570.5\right)-0.00000002194\,{\lambda }^{2}}}}
Ces équations ne sont valables que pour des longueurs d'onde comprise entre 400 et 2 000 nm, et des températures entre 25 et 300 °C.

## Niobate de lithium périodiquement polarisé (PPLN)
Le niobate de lithium périodiquement polarisé (PPLN, de l'anglais Periodically poled lithium niobate) est un cristal de niobate de lithium structuré, utilisé principalement pour obtenir un quasi-accord de phase (en) en optique non linéaire. Les domaines ferroélectriques pointent alternativement vers la direction  +c et la direction −c, avec une période typiquement comprise entre 5 et 35 µm. Les périodes les plus courtes sont utilisées pour la génération de seconde harmonique, tandis que les plus longues le sont pour l'oscillation paramétrique optique. La polarisation périodique peut être obtenue par polarisation électrique avec une électrode périodiquement structurée. Le chauffage contrôlé du cristal peut être utilisé pour ajuster finement l'accord de phase dans le milieu du fait d'une légère variation de la dispersion avec la température.
La polarisation périodique utilise la composante la plus importante du tenseur de susceptibilité non linéaire du niobate de lithium, d33 = 27 pm/V. Le quasi-accord de phase donne une efficacité maximale qui vaut 2/π (64 %) de d33, soit environ 17 pm/V.
Les autres matériaux utilisés pour la polarisation périodique sont des cristaux inorganiques à large bande interdite tels que le KTP (donnant le KTP périodiquement polarisé, PPKTP), le tantalate de lithium et quelques matériaux organiques.
La technique de polarisation périodique peut également être utilisée pour former des nanostructures de surface,.
Cependant, à cause de son faible seuil d'endommagement photoréfractif, le PPLN a seulement des applications limitées, à de faibles niveaux de puissance. Le niobate de lithium dopé au MgO est fabriqué selon la méthode de polarisation périodique. Le niobate de lithium dopé au MgO périodiquement polarisé (PPMgOLN) permet d'étendre le domaine d'utilisation à un niveau de puissance moyen.